# توماس وليامز (راقص على الجليد)
توماس وليامز (بالإنجليزية: Thomas Williams)‏ (و. 1991  م) هو راقص على الجليد كندي، ولد في كالغاري.

## روابط خارجية
- توماس وليامز على موقع الاتحاد الدولي للتزلج (الإنجليزية)
- توماس وليامز على موقع الاتحاد الدولي للتزلج (الإنجليزية)
- توماس وليامز على موقع الاتحاد الدولي للتزلج (الإنجليزية)
- توماس وليامز على موقع الاتحاد الدولي للتزلج (الإنجليزية)